# Bătălia de la Gazala
Bătălia de la Gazala a avut loc în timpul Campaniei din Deșertul Occidental al celui de-al Doilea Război Mondial, lângă portul Tobruk din Libia de pe 26 mai până pe 21 iunie 1942. Combatanții de pe partea Axei au fost Armata Panzer Africa, format din unități germane și italiene și conduse de „Vulpea deșertului” colonelul-general Erwin Rommel; forțele aliate au fost Armata a 8-a, comandată de locotenent-generalul Neil Ritchie sub supravegherea atentă a Comandantului-șef pentru Orientul Mijlociu, generalul Sir Claude Auchinleck. Rommel a condus forțele sale armate în jurul flancul sudic al poziției Gazala, pentru a ataca blindatele britanice din spatele forțelor aliate. 

## Legături externe
- German Experiences during The Battle of Gazala
- Fact file: Battle of Gazala WW2 People's War. BBC
- Battle of Gazala
- Parliamentary Debates, House of Commons Official Report 2 July 1942
- Animated Map of Battle of Gazala Arhivat în 5 decembrie 2013, la Wayback Machine.
- Battle of Gazala animated battle map Mark Cannon Arhivat în 9 aprilie 2015, la Wayback Machine.